# Манн, Михаэль
Михаэль Манн (нем. Michael Thomas Mann; 21 апреля 1919, Мюнхен — 1 января 1977, Оринда, штат Калифорния) — американский скрипач, альтист и литературовед немецкого происхождения. Младший сын писателя Томаса Манна.
В школьные годы испытывал трудности с обучением в гимназии и был направлен в элитную школу-интернат в замке Нойбойерн. 
В 1933 году после прихода нацистов к власти в Германии вместе с семьёй эмигрировал в Швейцарию. Учился игре на скрипке в Цюрихской консерватории у Виллема де Бура, затем продолжил музыкальное образование в Париже и Нью-Йорке. В 1939 году женился на швейцарке Грет Мозер (1916—2007), в 1940 году родился их старший сын Фридо Манн, в дальнейшем психолог и писатель. В 1949 году единственным из членов семьи присутствовал на похоронах покончившего с собой брата, Клауса Манна.
В 1942—1947 годах играл на скрипке в Сан-Францисском симфоническом оркестре. Затем обосновался в Питсбурге и начал сольную карьеру, в большей степени как альтист. В 1949—1953 годах предпринял ряд гастрольных поездок по США, Европе, Индии, Японии; гастроли 1951 года, с Ялтой Менухин, закончились скандалом, когда обнаружился роман между музыкантами, поставивший под серьёзную угрозу брак Манна. В начале 1950-х годах осуществил ряд записей, в том числе альтовых сонат Эрнста Кшенека (1951, с Ялтой Менухин) и Артюра Онеггера (1952, с Дайкой Ньюлин).
В 1957 годах принял решение отказаться от музыкальной карьеры — по предположению его матери, разочаровавшись в публике, недостаточно заинтересованной в предпочитаемой им новейшей музыке. Окончил Гарвардский университет со специализацией по немецкой литературе и с 1964 года до конца жизни преподавал её в Калифорнийском университете в Беркли. Опубликовал монографии «Музыкальная критика Генриха Гейне» (нем. Heinrich Heines Musikkritiken; Гамбург, 1971) и «Вина и благословение в произведениях Томаса Манна» (нем. Schuld und Segen im Werk Thomas Manns; Любек, 1975), сборник статей «Драма „Бури и натиска“: Исследования и наброски о „Разбойниках“ Шиллера» (нем. Sturm-und-Drang-Drama. Studien und Vorstudien zu Schillers Räubern; Берн — Мюнхен, 1974). В 1968 году получил в Алене премию имени Шубарта.
В новогоднюю ночь 1977 года Манн умер от передозировки барбитуратов в сочетании с алкоголем, предположительно совершив самоубийство. Посмертно опубликованы завершённые им незадолго до смерти воспоминания (нем. Fragmente eines Lebens. Lebensbericht und Auswahl seiner Schriften; Мюнхен, 1983).